# Chiesa di San Vigilio al Virgolo
La chiesa di San Vigilio al Virgolo (in tedesco St.-Vigil-Kirche auf dem Virgl) è una chiesa cattolica di Bolzano risalente al Basso Medioevo.

## Storia
Costruita alla fine del XII o all'inizio del XIII secolo come cappella di Castel Weinegg dalla famiglia nobiliare Weineck, che ne era proprietaria. La prima documentazione è del 1275, quando la capella è menzionata nel testamento di un certo Eberhard di Bolzano, quale destinataria di una donazione.
La costruzione sorge sul luogo di un edificio sacro risalente al VI secolo. Fu seriamente danneggiata quando, nel 1292 Castel Weinegg fu attaccato da Mainardo II, ma non completamente distrutta, come invece accadde al maniero.
Oggi la chiesa, sconsacrata, è divenuto un edificio privato ed è visitabile solo in particolari occasioni.

## Posizione
L'edificio è costruito alle pendici del Virgolo, in prossimità della Chiesa del Santo Sepolcro, ma al contrario di quest'ultima rimane poco visibile.

## Arte
Originariamente romanica, la chiesetta fu ricostruita poi in stile gotico. Gli affreschi risalgono a quel periodo (1390 circa). Sulla parete della navata destra viene raffigurata la "storia di Maria", su quella sinistra la "storia di San Vigilio", opere attribuite al cosiddetto Secondo Maestro di San Giovanni in Villa, pittore bolzanino, forse discepolo, ma certamente influenzato dal padovano Guariento di Arpo, che già aveva operato a Bolzano, nella chiesa dei Domenicani. Sulle pareti sono ancora visibili alcuni stemmi dei Weineck.
Anche sulla facciata della chiesa si trovano degli affreschi, in cattivo stato, opera del Maestro di San Valentino a Siusi, che raffigurano un cavaliere sul letto di morte, accusato dal diavolo, e Maria e san Vigilio che intercedono per lui.